# PGC 45919
LEDA/PGC 45919 ist eine linsenförmige Galaxie vom Hubble-Typ S0 im Sternbild Zentaur am Südsternhimmel, die schätzungsweise 140 Millionen Lichtjahre von der Milchstraße entfernt ist. Sie ist Mitglied der vier Galaxien zählenden NGC 5063-Gruppe (LGG 297). 